# Matthew Waterhouse

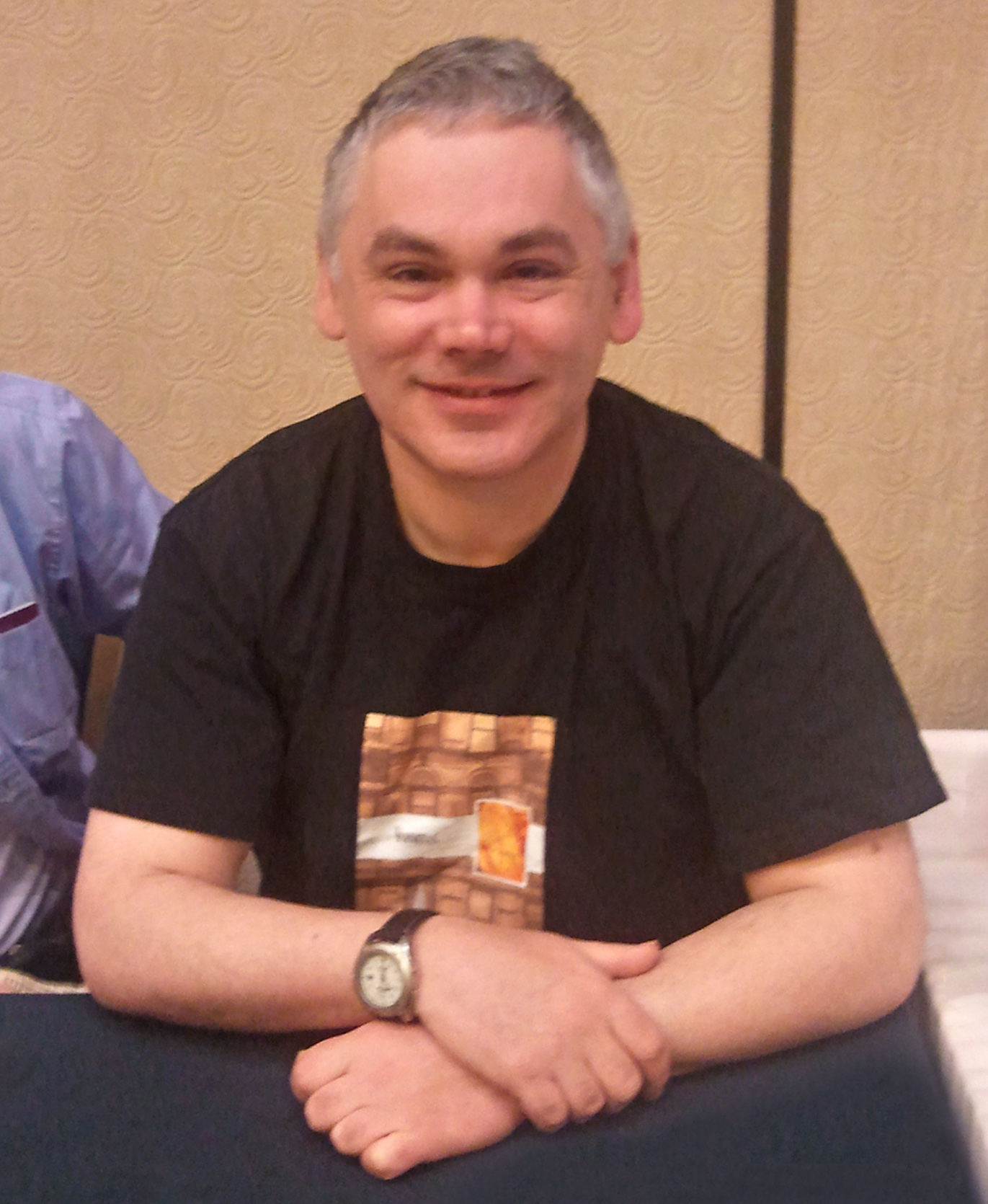
Matthew Waterhouse (2011)

Matthew Waterhouse (* 16. Dezember 1961 in Hertford, Hertfordshire) ist ein britischer Schauspieler.

## Leben
Waterhouse besuchte die Shoreham Grammar Schule, auf der er das A-Level erlangte. Danach arbeitete er für die BBC, bei den Nachrichten. Seinen ersten Fernsehauftritt hatte er 1980 als Schuljunge in To Serve Them All My Days. Von 1980 bis 1984 spielte Waterhouse Adric, einen Begleiter des vierten und fünften Doktors in der britischen Fernsehserie Doctor Who. Waterhouse war von seiner Kindheit an ein großer Fan der Serie. Nach Doctor Who arbeitete Waterhouse im Theater. Er spielte unter anderem Puck in A Midsummer Night's Dream, Peter in Peter Pan und Edmund in The Lion, the Witch and the Wardrobe. 1997 zog Waterhouse in die Vereinigten Staaten und lebt in Connecticut. Im Sommer 2006 veröffentlichte Waterhouse sein erstes eigenes Buch Fates, Flowers. Es folgte die Veröffentlichung des Buches Vanitas. Waterhouse ist offen schwul, hält sein Privatleben jedoch weitestgehend aus der Öffentlichkeit raus. 2013 veröffentlichte Waterhouse das Buch Blue Box Boy: A Memoir of Doctor Who in Four Episodes. Es beschäftigt sich hauptsächlich mit seiner Zeit bei Doctor Who. Außerdem war er in einigen Doctor Who Hörspielen von Big Finish zu hören.

## Filmografie
- 1980: To Serve Them All My Days (Fernsehserie, 2 Folgen)
- 1980–1984: Doctor Who (Fernsehserie, 44 Folgen)
- 1984: The Killing Edge
- 2013: The Five(ish) Doctors Reboot